# Динамический супрематизм № 57
«Динами́ческий супремати́зм № 57» — супрематическая картина Казимира Малевича 1916 года.

## История
«Динамический супрематизм № 57» написан Казимиром Малевичем в 1916 году. Картина была куплена у Малевича Музеем живописной культуры и после расформирования музея была передана в Третьяковскую галерею в 1929 или 1930 году. Несколько десятилетий полотно, ввиду запрета в СССР на русский авангард, экспонировалось крайне редко до начала 1930-х годов на временных внутренних экспозициях Третьяковской галереи и находилось в запасниках музея.
Картина Малевича была выдана Третьяковской галереей по приказу Министерства культуры СССР № 5 от 16 декабря 1975 года за подписью заместителя министра Владимира Попова, занимавшего свой пост с 1966 по 1979 год. Существовала версия, что полотно было обменяно на письма Владимира Ленина, но она документально ничем не подтверждена. Кому и в обмен за что была отдана работа Малевича, до сих пор остаётся неизвестным. Попов, подписавший приказ о выдаче картины, умер в 1989 году, не оставив никаких признаний по этому поводу.
В 1978 году «Динамический супрематизм № 57» был куплен для собрания Галереи Тейт в Лондоне.